# Crvena jabuka (groupe)
Pour les articles homonymes, voir Crvena Jabuka.
Crvena jabuka (en français : « Pomme rouge ») est un groupe de rock, originaire de Sarajevo, en Bosnie-Herzégovine. Il fut fondé dans cette même ville du temps de la Yougoslavie et qui s'est établi à Zagreb en Croatie après le déclenchement des Guerres de Yougoslavie. Il était parmi les groupes de musique les plus populaires et les plus influents de la Nouvelle vague yougoslave et sur la scène rock en général dans la Yougoslavie des années 1980.
Crvena jabuka reste encore populaire dans les pays issus de l'ancienne Yougoslavie, mais il a perdu de son aura et de son influence.

## Histoire
Crvena jabuka a été fondé en 1985. La première formation du groupe était composée du batteur Darko Jelčić, du guitariste principal/chanteur Dražen « Zijo » Ričl, du bassiste Aljoša Buha, du guitariste rythmique/auteur principal des chansons Zlatko Arslanagić Sr. alias « Zlaja », et le claviériste/chanteur Dražen « Žera » Žerić. Le nom du groupe provient d'une occasion où Darko Jelčić a apporté une pomme rouge à l'une des réunions du groupe. Bien que Tomislav Ćorković se soit vu offrir une place à la guitare, il n'a pas accepté à l'époque et n'a jamais joué avec le groupe. Ils ont sorti leur premier album éponyme en 1986, et il a été un succès immédiat. L'album contenait leurs singles Bježi kišo s prozora, S tvojih usana, et Dirlija. Le groupe gagne rapidement en popularité dans toute l'ancienne République fédérative socialiste de Yougoslavie, et le 18 septembre 1986, le groupe se rend à Mostar pour un concert promotionnel, et subit un accident de voiture qui coûte la vie à deux membres, Dražen Ričl et Aljoša Buha. 
Le chanteur Dražen Žerić-Žera se marie le 5 octobre 2008 ; ce qui est la raison de l'album du groupe intitulé Volim te, qui a des chansons plus dans le style de l'ancien Crvena Jabuka plutôt que ce qu'ils ont montré dans Oprosti što je ljubavna et Duša Sarajeva.
Le groupe sorti un album en 2011 intitulé Za tvoju ljubav. Au milieu de l'année 2013, le groupe sort un album intitulé Nek' bude ljubav.

## Membres

### Membres actuels
- Marko Belošević - clavier
- Nikša Bratos - guitare, chant, clavier, synthétiseur, clarinettiste
- Damir Gönz - guitare
- Darko Jelčić - batterie
- Krešimir « Krešo » Kaštelan - basse
- Dražen Žerić - chanteur

### Anciens membres

#### 1985-1986
- Zlatko Arslanagić - guitare, chanson, paroles
- Aljoša Buha - basse
- Dražen Ricl-Zijo - guitare, chant
- Dražen Žerić - pianiste, organiste, clavier, synthétiseu

#### 1987-1991
- Zlatko Arslanagić: guitare, chanson, paroles
- Saban Serberdia - basse
- Zlatko Voralević - clavier
- Dražen Žerić - clavier, chant

#### 1994-2000
- Zlatko Bebek - guitare
- Danjel Lastrić: - clavier
- Mario Vukčević: guitare

## Discographie

### Albums studio
- 1987 : Za sve ove godine
- 1988 : Sanjati
- 1989 : Tamo gdje ljubav počinje
- 1990 : Uzmi me kad hoćeš ti
- 1991 : Nekako s proljeća
- 1993 : Ima nešto od srca do srca
- 1996 : U tvojim očima
- 1997 : Svijet je lopta šarena
- 1998 : Live
- 1999 : Unplugged
- 2000 : Sve što sanjam
- 2002 : Tvojim željama vođen
- 2005 : Oprosti što je ljubavna
- 2005 : Zlatna kolekcija
- 2007 : Duša Sarajeva
- 2009 : Volim te
- 2011 : Za tvoju ljubav
- 2013 : Nek' bude ljubav
- 2016 : 2016
- 2018 : Nocturno
- 2020 : Tvrđava
- 2022 : Neka nova jutra

### Albums live
- 1990 : Uzmi me (Kad Hoćes Ti)
- 1998 : Live
- 1999 : Riznice Sjećanja-unplugged

### Compilations
- 1993 : Ima Nešto od Srca do Srca'
- 1996 : Moje Najmilije
- 2003 : Antologia
- 2005 : Zlatna Kolekcija